# Colossus (robot)
Pour les articles homonymes, voir Colossus (homonymie).

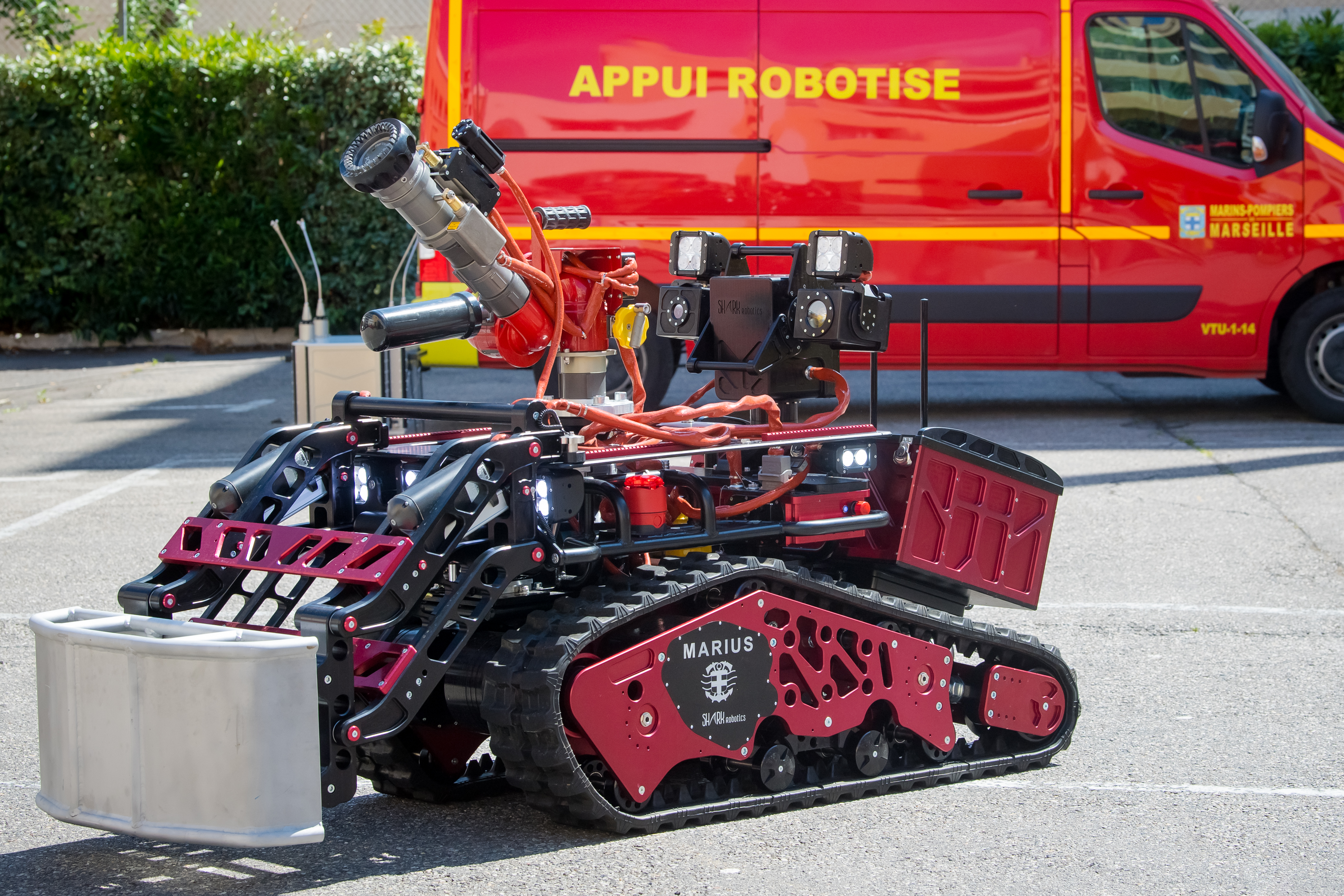
Robot pompier Colossus - Société Shark Robotics.

Colossus est un robot-pompier téléopéré, fabriqué par l'entreprise française Shark Robotics. Développé grâce au retour d'expérience de la Brigade de sapeurs-pompiers de Paris, il y est en service depuis 2017 et est aussi utilisé par les pompiers du SDIS de la Gironde.

## Caractéristiques
Le robot pompier Colossus est fabriqué par la société française de robotique terrestre Shark Robotics, située à La Rochelle. Muni d'un canon à eau capable de propulser 2 500 litres par minute, il mesure 1,60 mètre de long et pèse 500 kilogrammes. Il est équipé de chenilles, qui lui permettent notamment de monter des escaliers, et est capable de tracter jusqu’à deux tonnes. Outre éteindre des feux, il peut faire des relevés d'informations et de reconnaissance visuelle grâce à une caméra thermique embarquée.

## Incendie de Notre-Dame de Paris
En avril 2019, il est engagé à l'intérieur de la nef de la cathédrale Notre-Dame de Paris lors de l'incendie de celle-ci. Selon Gabriel Plus, porte-parole des pompiers de Paris, le robot a permis « d'éteindre et de faire baisser la température à l'intérieur de la nef ».

## Guerre en Ukraine
Le 27 juillet 2025, l'entreprise rochelaise Shark Robotics, annonce que les premiers robots « Colossus », envoyés en Ukraine sont désormais opérationnels.